# 薛苓
薛苓（1924年—），曾用名薛坚，女，直隶（今河北）安平人，中国舞蹈编导，曾任中国舞蹈家协会理事。